# Barbara Magiera
Barbara Magiera (ur. 3 grudnia 1959 w Radlinie) – polska działaczka samorządowa, radna miasta Wodzisław Śląski oraz miasta Radlin, od 1997 do 2024 burmistrz miasta Radlin. Od 2024 członkini zarządu Powiatu Wodzisławskiego.

## Życiorys
Ukończyła studia na Uniwersytecie Śląskim oraz Polsko–Amerykańskie Studia Podyplomowe. Początkowo pracowała jako nauczyciel. Od 1992 radna miasta Wodzisław Śląski. Jedna z inicjatorek wyłączenia miasta Radlin ze struktur miasta Wodzisław Śląski.
Od 1997 roku burmistrz Radlina. W 2002 roku wybrana na to stanowisko po raz pierwszy w wyborach powszechnych (wygrała bezwzględną większością w I turze, uzyskując wynik 53 %). Cztery lata później, w kolejnych wyborach pokonała konkurenta, Mirosława Chłodka, stosunkiem 68,40% do 31,60%. W wyborach w 2010 roku w drugiej turze wygrała z Piotrem Cybułką, liderem grupy rockowej Poziom 600, uzyskując wynik 54,82%. W 2014 i 2018 dwukrotnie zwyciężyła w wyborach w pierwszej turze, uzyskując wyniki kolejno 59,83% oraz 58,22%. W wyborach samorządowych w 2024 z powodzeniem startowała do Rady Powiatu Wodzisławskiego zdobywając 29,95% poparcia. 6 maja 2024 została wybrana członkinią Zarządu Powiatu Wodzisławskiego.

## Wyróżnienia
28 marca 2012 roku z rąk ówczesnego Prezydenta Rzeczypospolitej Polskiej Bronisława Komorowskiego otrzymała Złoty Krzyż Zasługi. W 2013 roku otrzymała od Ligi Krajowej Nagrodę im. Grzegorza Palki, za zasługi dla rozwoju samorządu terytorialnego oraz współpracę z organizacjami społecznymi. W 2014 roku w plebiscycie Dziennika Zachodniego dla najlepszego burmistrza województwa śląskiego zajęła 19. miejsce (najwyższą notę wśród kobiet piastujących to stanowisko).